# Coelioxys obtusiventris
Coelioxys obtusiventris är en biart som beskrevs av Crawford 1914. Coelioxys obtusiventris ingår i släktet kägelbin, och familjen buksamlarbin. Inga underarter finns listade i Catalogue of Life.